# Burano
Burano és una illa de la llacuna veneciana, situada a 7 quilòmetres de Venècia, Itàlia, que es recorre en 40 minuts amb el vaporetto. La seva població actual ronda els 7.000 habitants. Destaquen les seves façanes de colors, així com l'església de Sant Martino i el seu campanile. L'illa és famosa per la producció de punta de fil, i és pàtria del compositor Baldassare Galuppi que dona nom a la via principal de l'illa.